# 三重大学教育学部附属小学校
三重大学教育学部附属小学校（みえだいがくきょういくがくぶふぞくしょうがっこう）は、三重県津市にある国立小学校。附属中学校・幼稚園・特別支援学校が隣接する。

## 沿革
- 1947年（昭和22年）
  - 4月1日：三重県青年師範学校附属小学校、飯南郡花岡町（現・松阪市）に創設
  - 4月10日：三重師範学校女子部附属小学校、亀山市本町に創設
  - 4月22日：三重師範学校男子部附属小学校、津市丸之内に創設
- 1949年（昭和24年）
  - 6月1日：三重大学三重師範学校津附属小学校・亀山小学校と改称
  - 6月30日：三重大学三重青年師範学校附属小学校と改称
- 1951年（昭和26年）
  - 10月12日：附属津小学校改築校舎（上浜町）に移転
- 1953年（昭和28年）
  - 3月31日：附属松阪小学校閉校
  - 4月1日：附属津小学校、附属松阪小学校統合
- 1963年（昭和38年）
  - 3月22日：附属亀山小学校閉校
  - 4月1日：三重大学学芸学部附属小学校創設（上浜町）
- 1966年（昭和41年）
  - 4月1日：三重大学教育学部附属小学校と改称、津市観音寺471番地の新校舎に移転
- 2004年（平成16年）
  - 4月1日-国立大学法人三重大学教育学部附属小学校に改称

## 所在地
- 三重県津市観音寺町359

## 部活
- 合唱部
  - 2007年（平成19年）第74回全国学校音楽コンクール全国コンクール優良賞（全国初出場）
    - 自由曲：「二億年ずつ23回」から 二億年ずつ23回（山本純ノ介）

  - 2008年（平成20年）第75回全国学校音楽コンクール全国コンクール優良賞
    - 自由曲：「小さな神さま」から 3つの小さなうた（鈴木憲夫）

  - 2009年（平成21年）第76回全国学校音楽コンクール全国コンクール優良賞
    - 自由曲：「地球のてっぺん」から 地球のてっぺん（大田桜子）

## 出身者
- 多賀敏行（元外交官、駐ラトビア特命全権大使）
- ドン小西（ファッションデザイナー）